# Bichelsee-Balterswil
Bichelsee-Balterswil é uma comuna da Suíça, no Cantão Turgóvia, com cerca de 2.335 habitantes. Estende-se por uma área de 12,26 km², de densidade populacional de 190 hab/km². Confina com as seguintes comunas: Aadorf, Eschlikon, Fischingen, Hofstetten bei Elgg (ZH), Turbenthal (ZH), Wängi.
A língua oficial nesta comuna é o Alemão.